# Paramphicteis angustifolia
Paramphicteis angustifolia är en ringmaskart som först beskrevs av Grube 1878.  Paramphicteis angustifolia ingår i släktet Paramphicteis och familjen Ampharetidae. Inga underarter finns listade i Catalogue of Life.